# Werner Breder von Hohenstein

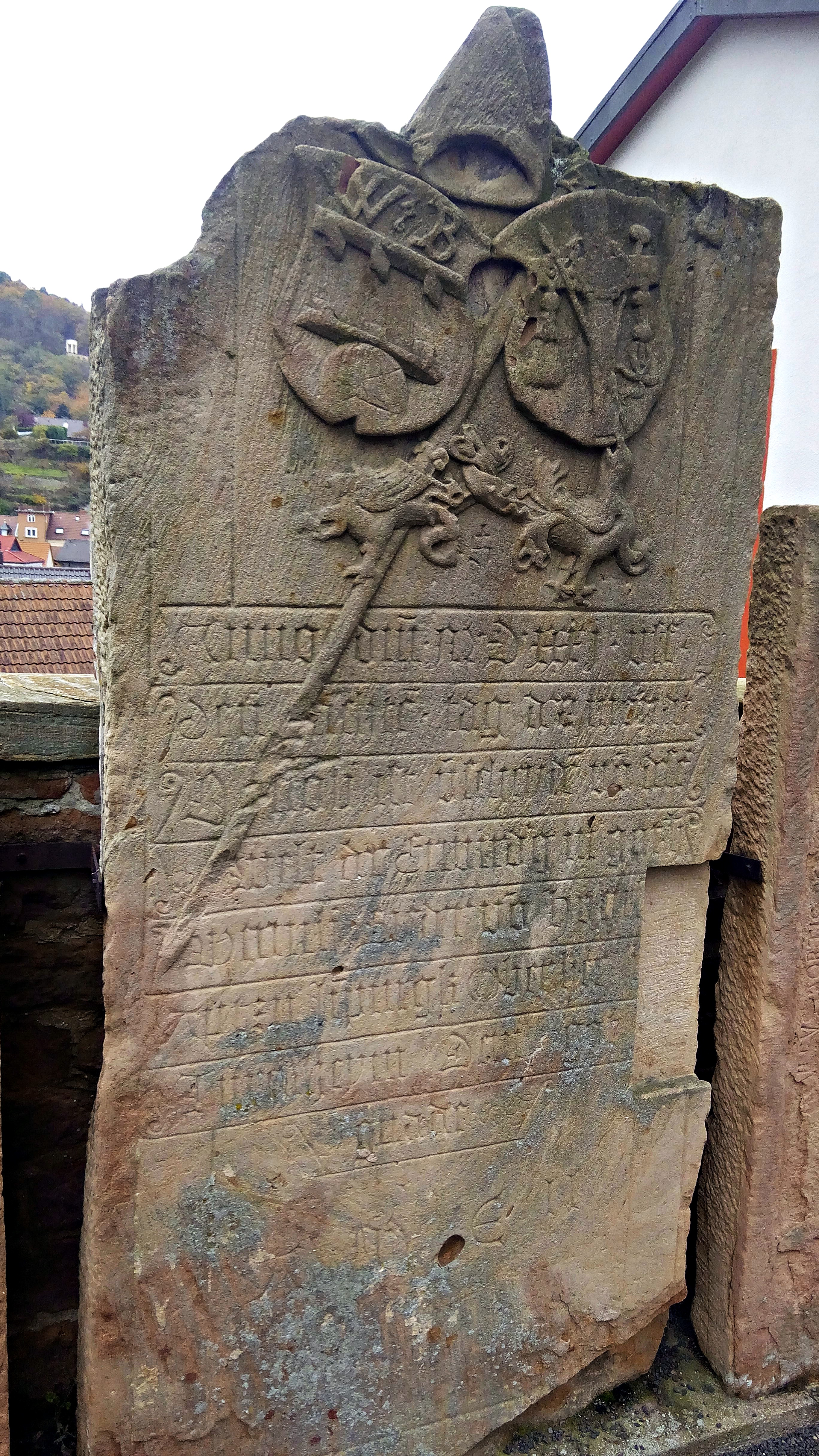
Grabstein im Außenbereich der Schlosskirche Bad Dürkheim: links persönliches Wappen des Abtes, rechts das des Klosters Limburg.

Werner Breder von Hohenstein (* im 15. Jahrhundert; † 8. Oktober 1531 in Bad Dürkheim) war ein adeliger Benediktiner und Abt des Klosters Limburg.

## Herkunft und Familie
Er entstammte dem im Taunus beheimateten und 1605 erloschenen Ministerialengeschlecht der Breder von Hohenstein, welche als Ganerben und Burgmänner auf Burg Hohenstein lebten und diese seit 1446 ganz besaßen. Als Ursprungssitz jener Seitenlinie der Herren von Hohenstein wird die nahe Burg Greifenstein genannt. Sein Vater Conrad Breder von Hohenstein starb 1505 in Kiedrich und stand im persönlichen Dienst des Landgrafen Heinrich III. von Hessen. Er wurde in der Pfarrkirche St. Valentin zu Kiedrich beigesetzt, die Grabplatte befindet sich heute im Außenbereich. Die Mutter hieß Elisabeth Brendel von Homburg.
Werners Bruder war Philipp VII. Breder von Hohenstein, Deutschordens-Komtur in Würzburg und Statthalter der Ballei Lamparten. Beider Schwester Elisabeth lebte als Chorfrau im Pfälzischen Kloster Hane.

## Leben und Wirken
Werner Breder von Hohenstein wurde Benediktiner im Kloster Sponheim, der Limburger Abt Machar Wais von Fauerbach berief ihn 1505 zum Propst seines Filialkonvents Naumburg. Im Jahr zuvor war die Abtei Limburg niedergebrannt und ab 1508 provisorisch ins nahe Wachenheim an der Weinstraße verlegt worden. Abt Machar Wais von Fauerbach wollte sie dort neu begründen, starb jedoch schon 1509. Man wählte Werner Breder von Hohenstein einstimmig zu seinem Nachfolger, da er sich als Oberer in Naumburg bewährt hatte. Er wird von dem Historiker Franz Xaver Remling als friedfertig, fromm und bescheiden charakterisiert. Wegen des traurigen Zustands der Abtei Limburg übernahm er das neue Amt für ein Jahr auf Probe, bevor er sich endgültig dafür entschied. Nach Naumburg entsandte er als Propst den bisher in Wachenheim tätigen Johann von Deidesheim. Breder von Hohenstein gab die Umsiedlungspläne seines Vorgängers auf und entschloss sich Kloster Limburg am alten Platz aufzubauen. 
Hierzu wollte er sich zunächst mit dem Klosterzerstörer Graf Emich IX. von Leiningen-Hardenburg aussöhnen. Drei Äbte, der Speyerer Dompropst Georg von Gemmingen und der ebenfalls als Vermittler gebetene Graf Ludwig I. von Löwenstein brachten die Versöhnung 1510 zustande, worauf Werner Breder von Hohenstein den Leininger wieder in seine alten Limburger Lehen einsetzte und auf Schadenersatz für die Niederbrennung des Klosters verzichtete. Dann machte er sich sofort an die Aufräumungs- und Bauarbeiten, wozu er Kurfürst Ludwig V. von der Pfalz um Unterstützung anging. Auf dessen Anordnung musste jedes kurpfälzische Oberamt zwei Fuhrwerke mit Bedienmannschaft zur Arbeit auf der Limburg abstellen. Der Brandschutt wurde abgeräumt, die erhaltenen Mauern freigelegt und mit den Bauarbeiten begonnen. Um die Arbeiten besser überwachen und steuern zu können, übersiedelte der Abt mit dem provisorischen Konvent in die Limburger Amtskellerei nach Dürkheim. 

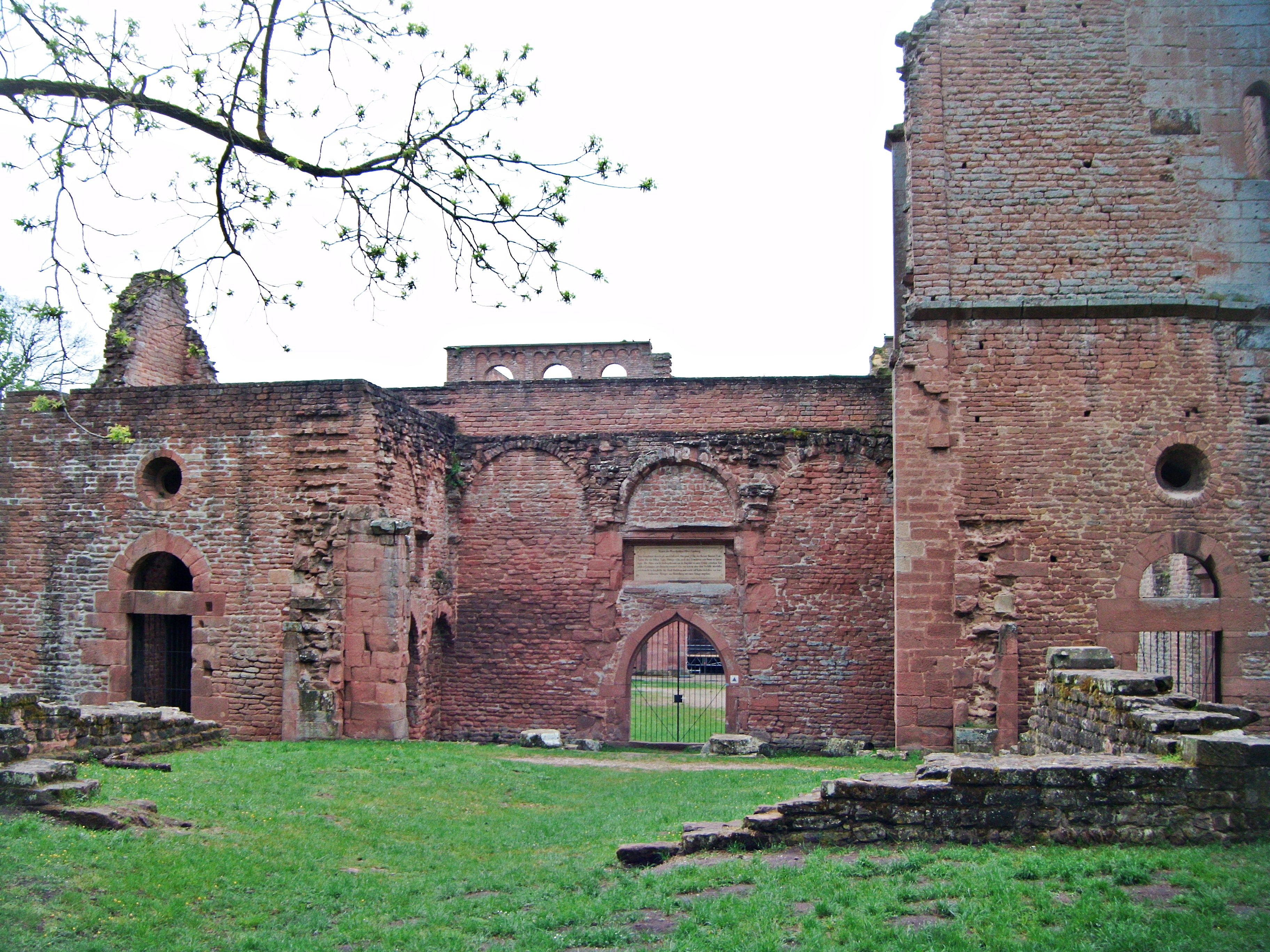
Klosterruine Limburg von Westen. Mittig das von Abt Breder von Hohenstein neu errichtete Hauptportal, links davon, hinter der Nordpforte, der als Notkapelle eingerichtete Raum

Als erstes ließ Abt Breder von Hohenstein die Westfront der Kirche mit einem neuen gotischen Haupteingang wiedererbauen und den Gewölberaum hinter der nördlichen Westpforte als Notkirche einrichten. Diese Arbeit war 1515 vollendet, man konnte die Kirchenruine wieder verschließen und notdürftig nutzen. Über dem damals errichteten und noch existierenden gotischen Hauptportal ließ Breder von Hohenstein eine Wappengedenktafel einsetzen, die verloren ging. Die zugehörige Nische ist jedoch erhalten und birgt seit dem 19. Jahrhundert eine andere Steintafel zur Geschichte der Abtei. Weiter begann man mit der Wiederherstellung der Konventsgebäude und des Kreuzgangs. Wegen des fehlenden Geldes ging die Renovierung jedoch nur sehr schleppend voran. Im Pfälzischen Bauernkrieg  plünderten Bockenheimer Bauern 1525 die Abtei erneut.
Werner Breder von Hohenstein starb 1531 in seinem Dürkheimer Notdomizil; bis dahin war die Limburg noch nicht wieder als besiedelbar hergestellt. Er wurde in der dortigen St. Johanneskirche (heute Schlosskirche) vor dem Hochaltar beigesetzt, sein Grabstein befindet sich heute im Außenbereich, nördlich der Kirche.
Zu seinem Abtsnachfolger wählte man Apollo von Vilbel († 1536), der den Aufbau der ruinösen Limburg fortsetzte.